# Raphidopus johnsoni
Raphidopus johnsoni is een tienpotigensoort uit de familie van de Porcellanidae. De wetenschappelijke naam van de soort is voor het eerst geldig gepubliceerd in 1994 door Ng & Nakasone.